# Лаффон, Патрис
Патрис Лаффон (фр. Patrice Laffont; 21 августа 1939, Марсель, Франция — 7 августа 2024, Оппед, Франция) — французский телеведущий, мэтр французского телевидения, великий хозяин Форта Байяр (1990—1999), актёр-комик театра и кино.

## Биография
Родился 21 августа 1939 года в Марселе. В 1960-е годы снялся в нескольких телеспектаклях и кинофильмах, но затем его потянуло на телевидение, где он был ведущим множества телепрограмм, телепроектов и игровых шоу. В 1990 году известный французский деятель телевидения Жак Антуан выкупил у прежней организации знаменитый Форт Байяр, находящийся в местечке Ла-Рошель в Атлантическом океане, и запустил игровое шоу, которое вскоре станет популярным не только во Франции, но и во всём мире — «Ключи от форта Байяр», где он на роль хозяина форта пригласил самого телеведущего. За время нахождения в роли хозяина форта у телеведущего сменилось несколько напарниц — Мари Талон, Софи Даван, Валери Паскаль и Сандрин Домингез. С ведущей Сандрин Домингез он проработал шесть лет, и после его ухода Домингез осталась в роли хозяйки форта вплоть до 2003 года.
В роли великого хозяина форта Лаффон вёл шоу в юмористическом ключе,  часто шутя с участниками игры. После ухода из телеигры «Ключи от форта Байяр» он стал озвучивать роль хозяина форта в серии компьютерных игр «Форт Байяр», а затем и другие компьютерные игры. Он являлся страстным игроком в боулинг и покер. В 2000, 2009 и 2013 годах он принял участие в «Форте Боярд» в качестве игрока, где вновь встретился с Яном Ле Гаком — старцем Фура — они дружески поцеловались, а в 2013 году с успехом прошёл каверзное испытание, устроенное старцем Фура. Вскоре он вернулся в «Форт Боярд», где тот предлагал нынешним игрокам пройти одно из испытаний прошлого.
Скончался 7 августа 2024 года в Оппеде у себя дома от сердечного приступа, немного не дожив до своего 85-летия.

## Фильмография
- L'Hôtel du Libre-Echange (ТВ, 2015) ... Mathieu
- Le jour où tout a basculé (сериал, 2011 – ...) ... Pierre Marty
- Trois contes merveilleux (ТВ, 2007) ... Barbe Bleue (segment 'Barbe Bleue')
- Trois jeunes filles nues (ТВ, 2006)
- La famille Zappon (ТВ, 2005) ... Robert Daniel, le voisin
- Un fil à la patte (ТВ, 2005) ... Général Irrigua
- Бомарше (1996) Beaumarchais l'insolent ... Un douanier
- Сан-Тропе (сериал, 1996 — 2008) Sous le soleil ... Claude
- О чем знала Мейси (ТВ, 1995) Ce que savait Maisie ... Le marchand de glace
- История от Моки (1991) Mocky story ... Un snob
- Партнер (1979) L'associé ... Un présentateur TV
- Эти месье со стволами (1970) Ces messieurs de la gâchette ... Luigi Lombardi
- Голова клиента (1965) La tête du client ... Guy Tannait
- Король Лир (ТВ, 1965) Le roi Lear
- Жандарм из Сен-Тропе (1964) Le gendarme de Saint-Tropez ... Jean-Luc
- Девственницы (1963) Les vierges ... Rémi
- Воздыхатель (1962) Le soupirant ... Stella's Son

### В титрах не указан
- Миллион – не деньги (1982) Pour 100 briques t'as plus rien! ... Un journaliste TV
- Уродина Мелани (2008) Vilaine ... играет самого себя - En personne

### Камео
- Великий журнал Канала+ (сериал, 2004 – ...) Le grand journal de Canal+
- Нельзя угодить всем (сериал, 2000 – ...) On ne peut pas plaire à tout le monde
- Cruel été (1999) ... короткометражка
- Самое большое кабаре в мире (сериал, 1998 – ...) Le plus grand cabaret du monde
- Скорей бы воскресенье (сериал, 1998 – ...) Vivement dimanche prochain
- Да здравствует воскресенье (сериал, 1998 – ...) Vivement dimanche
- Город страха (1994) La cité de la peur
- Прекрасная история (1992) La belle histoire

## В качестве телеведущего

### 1970—1979
- 1972—1989 — Цифры и буквы

### 1990—1999
- 1990—1999 — Ключи от форта Байяр
- 1991—2001 — Пирамида (Патрис Лаффон временно покинул телепередачу по состоянию здоровья)

### 2000—2009
- 2002—2003 — Пирамида
- 2005 — От A до Z
- 2009 — Призовой турнир в честь 20-летнего юбилея телеигры Ключи от форта Байяр

## Семья
В 1966 году Патрис Лаффон женился на Катрин Лапорт (расстались в 1982 году). Их дочь Аксель Лаффон — комедийная актриса, юморист и режиссёр.